# Ariopsis peltata
Ariopsis peltata là một loài thực vật có hoa trong họ Ráy (Araceae). Loài này được Nimmo mô tả khoa học đầu tiên năm 1839.